# Ololê
 (juillet 2025).
Si vous disposez d'ouvrages ou d'articles de référence ou si vous connaissez des sites web de qualité traitant du thème abordé ici, merci de compléter l'article en donnant les références utiles à sa vérifiabilité et en les liant à la section « Notes et références ».
Ololê ou O lo lê, (appel que se lançaient les bergers bretons), est le nom d'un journal illustré breton destiné à la jeunesse qui paraît de 1940 à 1944 puis de 1970 à 1974 sous le nom l'Appel d'Ololê. C'est également le nom d'une maison d'édition.

## Ololê(1940-1944)
Créé par Herry Caouissin et Vefa de Bellaing, Ololê est une publication nationaliste et chrétienne. À son lancement, le sous-titre est « Journal illustré des petits Bretons ». Bimensuel à ses débuts, le journal devient hebdomadaire puis trimensuel. Il change plusieurs fois de format et adopte la couleur par périodes. À partir de 1943, sa devise est « Doue ha Breiz », « Dieu et Bretagne ». Ololê proposait dans ses pages des articles sur l'histoire et la culture bretonne, des romans illustrés, des reportages (le no 118 de Noël du 25 décembre 1943, consacre la moitié de sa une — avec portrait photographique encadré de noir — à l'Abbé Perrot, ardent défenseur de la langue bretonne assassiné le 12 décembre en revenant de célébrer la messe : « Un apôtre est tombé en martyr »), ainsi que des bandes dessinées, notamment Tintin au pays des Soviets. Quelques textes sont publiés en breton. Plusieurs auteurs de renom sont publiés dans les pages d'Ololê : Benjamin Rabier, Hergé, Job de Roincé, Rémy Bourlès et surtout Étienne le Rallic qui a illustré de nombreuses histoires parmi lesquelles :
- Les loups de Coatmenez[6], de Jeanne Coroller-Danio,
- Le Corsaire des îles, de Jacques de Seisses,
- Gaït, la cavalière du Texas, de Étienne le Rallic,
- Gonéri, le filleul de Cadoudal, de Hervé Cloarec,
- La croisade des loups (suite des Loups de Coatmenez), de Jeanne Coroller-Danio et Herry Caouissin.

Ololê est l'un des journaux qui a la plus vaste audience pendant les années de guerre grâce, en partie, à l'appui bienveillant de l'occupant allemand qui exploite le particularisme breton. Certains numéros sont tirés à 20 000 exemplaires. Le 132e et dernier numéro du journal paraît le 28 mai 1944.

## L'Appel d'Ololê(1970-1974)
En 1970, Herry Caouissin lance l'Appel d'Ololê, revue bimensuelle se situant explicitement dans la suite d'Ololê. Son sous-titre est « L’Illustré culturel des jeunes et des familles de Bretagne ». La revue Phénix signale l'intérêt de cette revue grâce, notamment, au dessinateur Étienne Le Rallic très apprécié et recherché. L'Appel d'Ololê disparaît en 1974 après 26 numéros.

## Les éditionsOlolê
Ololê était également le nom d'une maison d'édition spécialisée dans la publication d'albums pour la jeunesse. Son nom apparaît souvent associé à celui du mouvement de jeunesse nationaliste Urz Goanag Breiz et accompagné du texte « Éditions de Propagande Culturelle Bretonne pour la Jeunesse ». Liste d'albums publiés :
- Une Grande et Belle Histoire, celle de notre Bretagne, illustré par Étienne le Rallic, 1941.
- Troioù kaer Matilin an Dall : Yann ar Chapel aet da goll ne oar den penaos !, illustrations de Raoul Thomen, 1942.
- Le merveilleux voyage de Matilin an Dall à travers les siècles bretons, illustrations de Raoul Thomen, 1943.
- Histoire de ma Bretagne, Herri Caouissin, dessins de  Étienne le Rallic, 1943.
- Contes du Ti-Plouz, illustrations de Félix Pol Jobbé-Duval, 1943.
- Istor vurzudus balafenn, illustrations de Georges Omry, 1943.
- Le dragon du Menez-Are, illustrations de Benjamin Rabier, 1943.
- Au temps où les bêtes parlaient breton, avec illustrations de Benjamin Rabier, (disparu en 1939) sur un texte français/breton, 1943.
- Le mystère du château du Taureau, Job de Roincé, 1943.
- A la découverte de Ker-Is, la mystérieuse cité sous-marine, texte et illustrations de Lortac, 1943.
- L’Histoire de Bretagne de Toutouig (une version en breton fut également publiée : Istor Breiz Toutouig), illustrations de Félix Jobbé Duval, 1944.

## Galerie

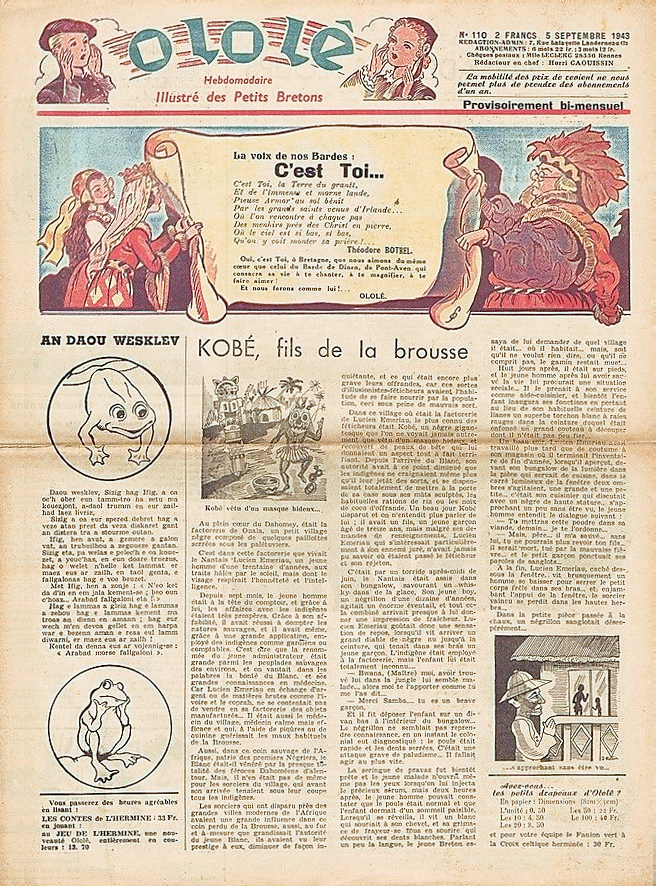
Ololê, no 110, septembre 1943
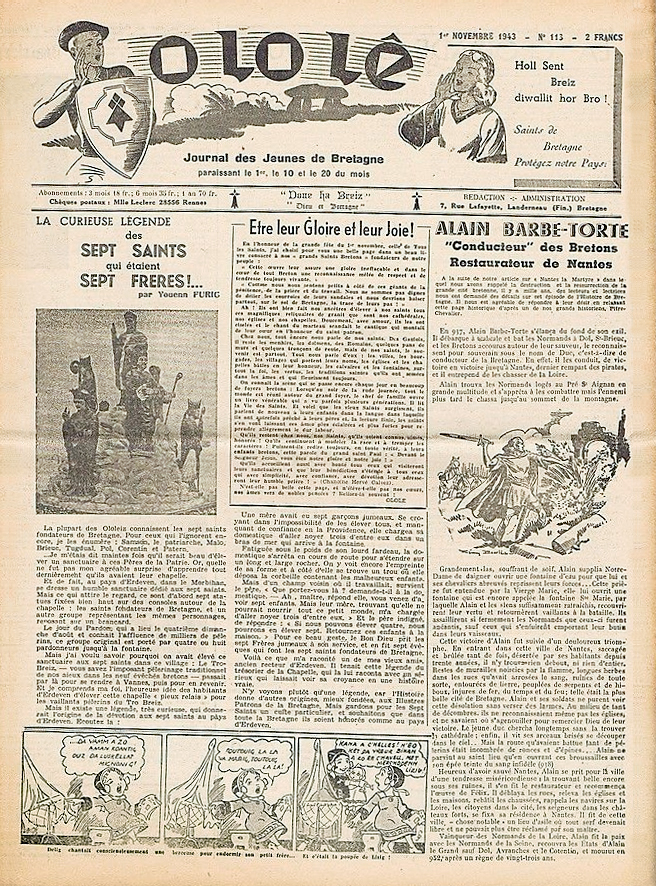
Ololê, no 113, novembre 1943
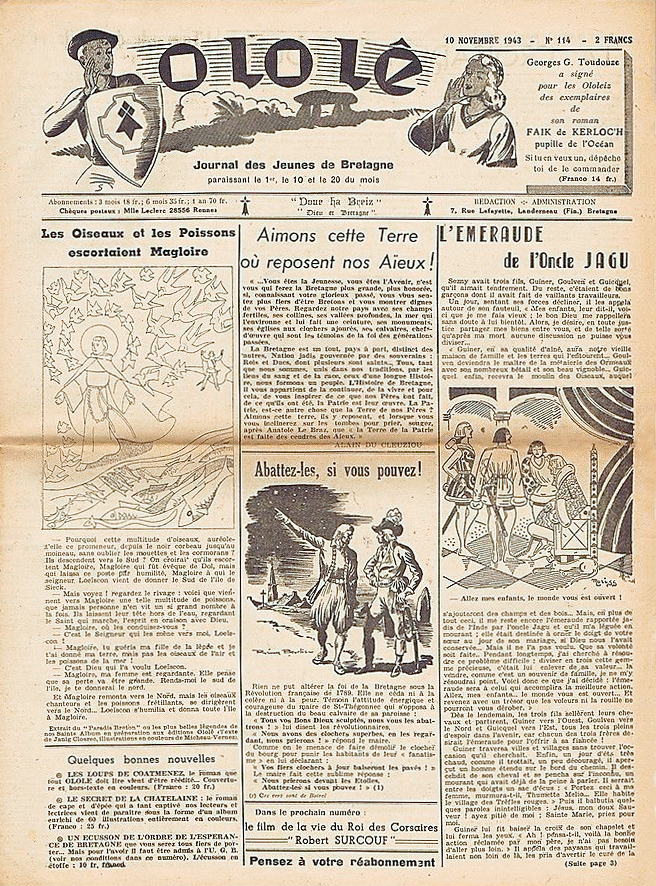
Ololê, no 114, novembre 1943
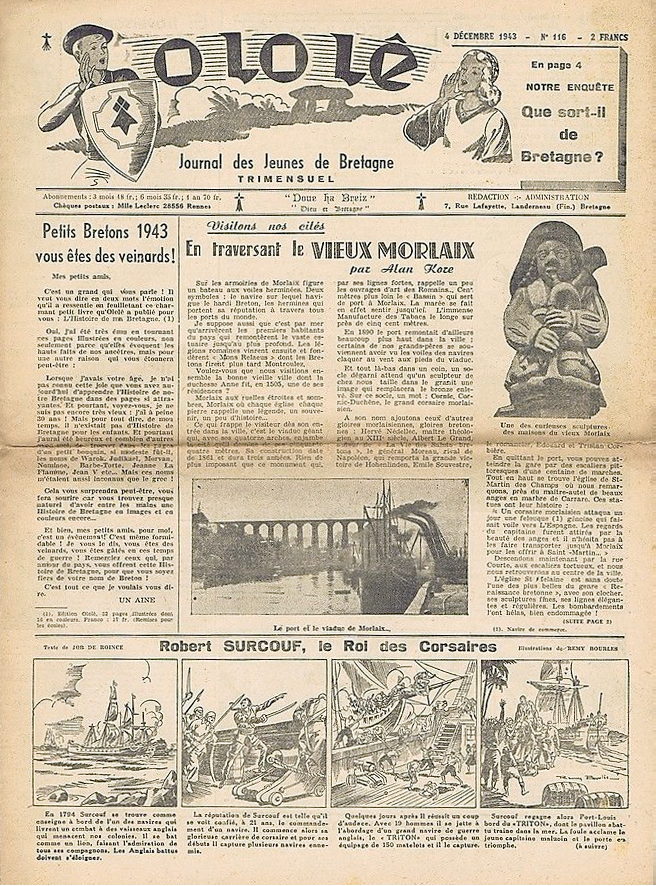
Ololê, no 116, décembre 1943